# Бол арена
Бол арена је вишенаменска арена смештена у Денверу у држави Колорадо у САД. Ова арена је дом за Денвер нагетсе, Колорадо аваланче и Колорадо мамуте. Када се не користи од стране неког денверског спортског тима, ова дворана често служи и као концертна хала. Арена је некад носила име Пепси Центар у част свог тадашњег главног спонзора, компаније Пепсико.

## Изградња
Бол арена је саграђена као део велике шестогодишње обнове спортских центара у Денверу, заједно са Корс Филдом, домом Колорадо Рокиса и Спорт Ауторити Филдом, домом Денвер Бронкоса. Комплекс је изграђен тако да буде лако доступан. На Булевару Спера, главној магистралној улици у центру Денвера, налази се аеродром који је на источној страни комплекса, док се железничка станица налази на западној страни комплекса.
Темељи су ископани 20. новембра 1997. године, на 190000 квадратних метара. Завршетак арене у октобру 1999. године био је обележен концертом Селин Дион. У комплексу арене се налазе и помоћни кошаркашки терен, као и ресторан Шок Топ, који је доступан како са унутрашње, тако и са спољашње стране објекта. У атријуму објекта се налазе скулптуре легендарних кошаркашких и хокејашких играча.
Пре почетка изградње Бол арене, Денвер Нагетси и Колорадо Аваланчи играли су у спортској арени Мек Николс, и сада служи као паркинг поред спортске арене Ауторити Филд.

## Активности
У Бол арени је 2001. године одржан НХЛ Ол-Стар меч, а исте године и Стенли Куп финале, док је 2005. одржан НБА Ол-Стар меч. Од 2004. до 2006. године, у Пепси Центру је одржан мушки кошаркашки турнир Западне конференције.
Национална колективна атлетска асоцијација (НЦАА) оджала је хокејашки турнир Фрозен Фор Вест Регионал од 24. до 25. марта 2007. године. Сентрикс Финаншал Гран При из Денвера одржаван је на паркингу од 2002. до 2006. Денвер је изабран као један од пет градова у САД који су домаћини Дју Екшн Спортс Тура, нове франшизе екстремних спортова која је започета 2005. године. Назван Рајт Гард Опен, инагурални догађај одржан је у Пепси Центру од 6. до 10. јула. Дју Екшн Спортс се вратио у Денвер 2006. године и трајао је од 13. до 16. јула.
У арени је 10. и 12. априла 2008. одржан хокејашки турнир НЦАА Фрозен Фор. Пепси Центар је такође био домаћин мушког кошаркашког турнира НЦАА 2004., 2008., 2011. и 2016. године. У 2012. у Пепси Центру се одржало финале женског кошаркашког НЦАА турнира.

### Други догађаји
Током недељу дана у јулу 2007. године, у Бол арени одржана је Међународна конференција и певачко такмичење.
Ова арена такође је 2008. била домаћин Националног конгреса Демократске странке, иако је странкин председнички кандидат Барак Обама одржао говор у оближњем Спортс Ауторити Филду, желео је да то учини и у Пепси Центру који је због припреме те конвенције претрпео доста измена, укључујући повећање електричне енергије, инсталацију нових трансформатора и замену телекомуникационе инсталације. Око 19 km оптичких каблова постављено је за масовне комуникационе потребе ове конвенције. Такође је постављен и резервни генератор који има капацитет за напајање целог оближњег града Пуебла у Колораду.
У Бол арени су 2011. и 2012. били одржани УФЦ мечеви.
| Догађај | Датум                      |
| ------- | -------------------------- |
| УФЦ 135 | 24. септембар 2011. године |
| УФЦ 150 | 11. август 2012. године    |

## Побољшање арене
Пред сезону 2013/14, осмоугаони семафор, који је био у употреби од отварања арене замењен је новим четвоространим правоугаоним семафором. 

## Спор око резервације арене
На 15. август, 2008, председник ВВЕ Винс Мекмахон је резервисао међународни рвачки догађај ВВЕ Рав у Бол арени за понедељак, 25. мај 2009. године. Међутим, власник Денвер Нагетса и Пепси Центра Стен Кронке направио је усмени договор о одигравању НБА плеј-офа Западне Конференције између Нагетса и Лос Анђелес Лејкерса дан пре него што су Нагетси обезбедили место у плеј-офу. Иако је званичан уговор за ВВЕ догађај постојао Кронке је чврсто стајао уз то да Нагетси треба да имају предност у резервацији ове арене.
Председник ВВЕ Винс Мекмахон је рекао : "Иако Денвер Нагетс има веома јак тим у овој години, и предвиђају их у плеј-офу, очигледно власник Нагетса и Бол арене Стен Кронке нема довољно вере у свој тим да се 25. маја одигра евентуални плеј-оф".
За ВВЕ догађај који на крају није одржан, фирма за продају карата Тикетмастер одбила је да врати новац за купљене карте, и вратила је само део новца навијачима. Таксе је наплатио само Тикетмастер, али не и ВВЕ. На 20. мај 2009. било је најављено да ће ВВЕ рвачки спектакл који је заказан првобитно за Пепси Центар бити премештен у Стејплс Центар у Лос Анђелесу (арени ривала Нагетса у финалу западне конференције) и да ће се у Денвер Колосеум Арени (недалеко од Бол арене) 7. августа 2009. такође одрђати ВВЕ догађај уз повраћај средстава за преходно продате карте за догађај у Пепси Центру.